# Coöperatief spel
Een coöperatief spel is in de speltheorie, een deelgebied van de wiskunde, een spel waarin spelers beslissingen niet zelfstandig kunnen nemen. Spelers moeten dus samenwerken.
Een spel waarin spelers via derden een overeenkomst kunnen afdwingen wordt ook een coöperatief spel genoemd.